# Тиоальдегиды

Тиоальдегидная группа

Тиоальдегиды — сераорганические соединения, аналоги альдегидов, в которых атом кислорода замещен атомом серы. Тиоальдегиды очень реакционноспособны и обычно циклоолигомеризуются в момент получения.

## Методы синтеза
- Реакция альдегидов с сероводородом:

RC(=O)H + H2S → RC(=S)H + H2O